# Keep On Chooglin'
«Keep On Chooglin'» es una canción escrita por John Fogerty que se lanzó por primera vez como la canción final en el álbum de 1969 de Creedence Clearwater Revival Bayou Country. La canción a menudo se usaba para cerrar los conciertos de Creedence Clearwater Revival y luego fue versionada por varios otros artistas, incluido Fogerty como solista. La canción popularizó el neologismo «chooglin'».

## Letra y música
Según John Fogerty, comenzó a trabajar en «Keep On Chooglin'» (así como «Born on the Bayou» y «Proud Mary», que también apareció en Bayou Country) durante su tiempo en las Reservas del Ejército de los Estados Unidos. Continuó trabajando en esas canciones después de su baja y durante la mayor parte de 1968, tiempo durante el cual se le ocurrió la idea de hacer referencias cruzadas de las canciones como parte de un «mito del pantano bayou».
El biógrafo de John Fogerty Thomas M. Kitts describe «Keep On Chooglin'» como «un delirio enérgico». La canción se convierte en un boogie mientras John Fogerty toca variaciones en el riff de guitarra de apertura e incorpora solos en su armónica. John Fogerty afirma que parte de su guitarra en «Keep on Chooglin'» se basa en la interpretación de Charlie Christian. Kitts describe la batería de Doug Clifford como «fuerte», el bajo de Stu Cook como «descomunal» y los acordes de guitarra rítmica de Tom Fogerty como «cortantes». El escritor de música Steven L. Hamelman elogia la batería de Clifford en la canción como «un ritmo brillante nunca titubeando».
La canción popularizó el término «chooglin'», que puede haber sido inventado por Fogerty. Las letras le dicen al oyente que él o ella deberían «keep on chooglin'» («seguir [haciendo] chooglin'»). John Fogerty explicó el término chooglin' como «lo que sucede cuando pasas un buen rato». Similar a la explicación de Fogerty, Cook vio a chooglin' como una metáfora de sexo. Letras de la canción como «Here comes Louie, works in the sewer, he gonna choogle tonight» («Aquí viene Louie, trabaja en la alcantarilla, él va a hacer choogle esta noche») implican que el chooglin' es hecho especialmente por la clase obrera, pero otras letras como «If you can choose it, who can refuse it, y'all be chooglin' tonight» («Si puedes elegirlo, quién puede rechazarlo, estarán haciendo chooglin' esta noche») implica que todos pueden hacer el choogle. Clifford describió el mensaje de la canción como inspirador: «Significa seguir adelante, seguir caminando. Las cosas pueden ser malas y parecer sombrías, pero cree en ti mismo, saca las botas viejas y haz el trabajo». Según el crítico de The Village Voice Robert Christgau, el verbo «choogle» «tiene más que ver con el vigor que con la potencia, más con la actividad simple que con la sexualidad».
«Keep On Chooglin'» tiene cierta relación con «Bootleg», otra canción de Bayou Country en la que el cantante parece ser una figura marginada. Las dos canciones también comparten riffs similares, y ambas fueron diseñadas para conciertos. «Keep On Chooglin'» y «Bootleg» (así como algunas otras canciones de Creedence) se usaron para demostrar las similitudes entre diferentes canciones como parte de la defensa de Fogerty en la demanda presentada contra él por Fantasy Records, en la que Fantasy afirmó que la canción solista de Fogerty «The Old Man Down the Road» copió la melodía de la canción de Creedence «Run Through the Jungle», una canción de la que Fantasy poseía los derechos. «Keep On Chooglin'» también se relaciona con varias otras canciones en Bayou Country como una de varias canciones que mantienen la ilusión de que la banda es de los bosques de Louisiana, un grupo que también incluye «Born on the Bayou», «Proud Mary» y «Graveyard Train».
Creedence Clearwater Revival solía usar «Keep On Chooglin'» como su canción final en conciertos en vivo. Aunque la versión del álbum dura un poco menos de 8 minutos, en concierto la canción podría extenderse por más de 15 minutos. Se han incluido versiones en vivo en varios álbumes en vivo de Creedence Clearwater Revival, incluidos Live in Europe, The Concert y Live at Woodstock.
«Keep On Chooglin'» se incluyó en la banda sonora de la película de 1980 Where the Buffalo Roam.

## Otras versiones
John Fogerty ha interpretado con frecuencia «Keep On Chooglin'» en sus conciertos en vivo. Se han incluido versiones en varios de sus álbumes, incluyendo The Long Road Home - In Concert y 50 Year Trip: Live at Red Rocks, así como una edición especial de Revival. The Hammersmith Gorillas versionaron «Keep On Chooglin'» en su álbum de 1999 Gorilla Got Me. Lee Benoit hizo una versión en su álbum de 2000 Dis 'N' Dat.